# Татарбунарська міська рада
Татарбуна́рська міська́ ра́да — орган місцевого самоврядування Татарбунарської міської громади Білгород-Дністровського району Одеської області. Татарбунарська міська рада утворена в 1978 році як адміністративно-територіальна одиниця.

## Склад ради
Рада складається з 26 депутатів та голови.
- Голова ради: Глущенко Андрій Петрович
- Секретар ради: 19 листопада 2015 р. Секретарем ради обрана Сергієнко Діана Іванівна, проте міський голова не погодився з рішенням депутатів. Триває судова тяганина.

### Керівний склад попередніх скликань
| Прізвище, ім'я, по батькові   | Основні відомості                                                       | Дата обрання | Дата звільнення |
| ----------------------------- | ----------------------------------------------------------------------- | ------------ | --------------- |
| Гусаренко Михайло Леонтійович | Міський голова, 1950 року народження                                    | 26.03.2006   | 31.10.2010      |
| Швець Віктор Іванович         | Міський голова, 1949 року народження, освіта вища, член Партії регіонів | 31.10.2010   | 26.10.2015      |

Примітка: таблиця складена за даними сайту Верховної Ради України

### Депутати
За результатами місцевих виборів 2015 року депутатами ради стали:
| № ТВО за яким закріплено | Прізвище, ім'я, по батькові   | Відомості | Голосів ЗА у ТВО | %       |
| ------------------------ | ----------------------------- | --- | ---------------- | ------- |
| Аграрна партія України   |                               | |                  |         |
| Перший кандидат          | Гусаренко Михайло Леонтійович | Громадянин України, народився 17.03.1950 р., освіта вища, член Аграрної партії України, пенсіонер, місце проживання: м.Татарбунари,                                      |                  |         |
| 11                       | Борденюк Віталій Миколайович  | Громадянин України, народився 16.08.1985 р., освіта вища, безпартійний, Татарбунарське районне управління юстиції, Головний спеціаліст, місце проживання: м.Татарбунари, | 46               | 38,0165 |
| 6                        | Молога Олег Петрович          | Громадянин України, народився 04.10.1975 р., освіта середня спеціальна, безпартійний, Приватний підприємець, місце проживання: м.Татарбунари,                            | 38               | 33,6283 |
| 8                        | Бондаренко Юлія Олександрівна | Громадянка України, народилася 04.06.1982 р., освіта вища, безпартійна, тимчасово не працює, місце проживання: м.Татарбунари,                                            | 35               | 29,9145 |
|                          |                               | |                  |         |
|                          |                               | |                  |         |
|                          |                               | |                  |         |
|                          |                               | |                  |         |
|                          |                               | |                  |         |
|                          |                               | |                  |         |
|                          |                               | |                  |         |
|                          |                               | |                  |         |
|                          |                               | |                  |         |
|                          |                               | |                  |         |
|                          |                               | |                  |         |
|                          |                               | |                  |         |
|                          |                               | |                  |         |
|                          |                               | |                  |         |
|                          |                               | |                  |         |
|                          |                               | |                  |         |
|                          |                               | |                  |         |
|                          |                               | |                  |         |
|                          |                               | |                  |         |
|                          |                               | |                  |         |
|                          |                               | |                  |         |
|                          |                               | |                  |         |
|                          |                               | |                  |         |
|                          |                               | |                  |         |
|                          |                               | |                  |         |
|                          |                               | |                  |         |
|                          |                               | |                  |         |
|                          |                               | |                  |         |
|                          |                               | |                  |         |
|                          |                               | |                  |         |

За результатами місцевих виборів 2010 року депутатами ради стали:

#### За суб'єктами висування
| Суб'єкт висування                                       | Кількість обраних депутатів | %    |
| ------------------------------------------------------- | --------------------------- | ---- |
| Партія регіонів                                         | 8                           | 26,7 |
| Партія промисловців і підприємців України               | 6                           | 20   |
| Політична партія «Сильна Україна»                       | 4                           | 13,3 |
| Комуністична партія України                             | 3                           | 10   |
| Політична партія «Фронт Змін»                           | 3                           | 10   |
| Політична партія Всеукраїнське об'єднання «Батьківщина» | 2                           | 6,7  |
| Політична партія «Європейська партія України»           | 2                           | 6,7  |
| Народна партія                                          | 1                           | 3,3  |
| Соціалістична партія України                            | 1                           | 3,3  |

#### За округами
| № округу                                                | Прізвище, ім'я, по батькові     | Дата визнання обраним | Освіта             | Партійна приналежність                              | Відомості про обраного депутата |
| ------------------------------------------------------- | ------------------------------- | --------------------- | ------------------ | --------------------------------------------------- | --- |
| Комуністична партія України                             |                                 |                       |                    |                                                     | |
| б/м                                                     | Чакір Василь Сергійович         | 05.11.2010            | вища               | член Комуністичної партії України                   | пенсіонер |
| б/м                                                     | Негой Марія Григорівна          | 05.11.2010            | середня спеціальна | член Комуністичної партії України                   | районна рада ветеранів України, голова ради                                                                                          |
| 1                                                       | Сивоконь Агафія Олексіївна      | 03.11.2010            | вища               | позапартійна                                        | районна дитяча бібліотека, бібліотекар                                                                                               |
| Народна Партія                                          |                                 |                       |                    |                                                     | |
| 5                                                       | Задирайко Лідія Степанівна      | 03.11.2010            | вища               | член Народної партії                                | ТОВ ім. В. З. Тура, завідувачка СТФ                                                                                                  |
| Партія промисловців і підприємців України               |                                 |                       |                    |                                                     | |
| б/м                                                     | Мукієнко Роман Миколайович      | 05.11.2010            | вища               | член Партії промисловців і підприємців України      | приватний підприємець |
| б/м                                                     | Дімоглов Руслан Ілліч           | 05.11.2010            | незакінчена вища   | член Партії промисловців і підприємців України      | ВАТ «Укрнафта», головний оператор |
| 4                                                       | Молога Олег Петрович            | 03.11.2010            | середня            | член Партії промисловців і підприємців України      | приватний підприємець |
| 10                                                      | Чебан Володимир Федорович       | 03.11.2010            | вища               | член Партії промисловців і підприємців України      | приватний підприємець |
| 12                                                      | Юлінецький Сергій Тимофійович   | 03.11.2010            | середня            | член Партії промисловців і підприємців України      | фермерське господарство, фермер |
| 14                                                      | Даскалєску Ольга Євдокимівна    | 03.11.2010            | вища               | член Партії промисловців і підприємців України      | управління комунальної власності, начальник УМКВ                                                                                     |
| Партія регіонів                                         |                                 |                       |                    |                                                     | |
| б/м                                                     | Лєсніченко Олександр Вадимович  | 05.11.2010            | вища               | член Партії регіонів                                | Татарбунарська міська рада, юрист |
| б/м                                                     | Чумаченко Борис Миколайович     | 05.11.2010            | вища               | член Партії регіонів                                | Татарбунарське управління сільського господарства, головний зоотехнік                                                                |
| б/м                                                     | Коровель Юрій Анатолійович      | 05.11.2010            | вища               | член Партії регіонів                                | приватний підприємець |
| б/м                                                     | Барбанягра Лідія Іванівна       | 05.11.2010            | середня            | член Партії регіонів                                | Татарбунарський ринок, касир |
| б/м                                                     | Гайдаржі Світлана Євгенівна     | 05.11.2010            | вища               | член Партії регіонів                                | Татарбунарська РДА, начальник відділу                                                                                                |
| 3                                                       | Лесніченко Вадим Веніамінович   | 03.11.2010            | середня            | член Партії регіонів                                | комунальне підприємство «Водопостачальник», контролер                                                                                |
| 9                                                       | Драганов Олександр Петрович     | 03.11.2010            | середня            | член Партії регіонів                                | приватний підприємець |
| 13                                                      | Броновщук Юрій Вікторович       | 03.11.2010            | вища               | член Партії регіонів                                | приватний підприємець |
| Політична партія Всеукраїнське об'єднання «Батьківщина» |                                 |                       |                    |                                                     | |
| б/м                                                     | Апонюк Василь Анатолійович      | 05.11.2010            | вища               | член Всеукраїнського об'єднання «Батьківщина»       | приватний підприємець |
| б/м                                                     | Веселов В'ячеслав Олександрович | 05.11.2010            | середня            | член Всеукраїнського об'єднання «Батьківщина»       | приватний підприємець |
| Політична партія «Європейська партія України»           |                                 |                       |                    |                                                     | |
| 2                                                       | Глущенко Андрій Петрович        | 03.11.2010            | вища               | член Політичної партії «Європейська партія України» | відділення виконавчої дирекції фонду соціального страхування від нещасних випадків на виробництві у Татарбунарському районі, експерт |
| 6                                                       | Борденюк Віталій Миколайович    | 03.11.2010            | вища               | позапартійний                                       | Татарбунарська державна адміністрація, державний реєстратор                                                                          |
| Політична партія «Сильна Україна»                       |                                 |                       |                    |                                                     | |
| б/м                                                     | Стаматі Сергій Іванович         | 05.11.2010            | вища               | член Політичної партії «Сильна Україна»             | приватне підприємство «Юнітрейд — сервіс», директор                                                                                  |
| 7                                                       | Чумаченко Алла Іванівна         | 03.11.2010            | середня            | позапартійна                                        | Татарбунарська райспоживспілка, голова                                                                                               |
| 11                                                      | Гусаренко Михайло Леонтійович   | 03.11.2010            | вища               | позапартійний                                       | Татарбунарська міська рада, голова                                                                                                   |
| 15                                                      | Чала Марина Миколаївна          | 03.11.2010            | вища               | позапартійна                                        | Татарбунарське відділення «Укргазбанк», начальник відділу                                                                            |
| Політична партія «Фронт Змін»                           |                                 |                       |                    |                                                     | |
| б/м                                                     | Краснянська Валентина Петрівна  | 05.11.2010            | вища               | член Політичної партії «Фронт Змін»                 | пенсіонер |
| б/м                                                     | Ткаченко Олена Анатоліївна      | 05.11.2010            | вища               | член Політичної партії «Фронт Змін»                 | СПД «Марцева О. В.», продавець |
| 8                                                       | Кічук Олександр Афанасійович    | 03.11.2010            | вища               | член Політичної партії «Фронт Змін»                 | приватний підприємець |
| Соціалістична партія України                            |                                 |                       |                    |                                                     | |
| б/м                                                     | Чумаченко Ганна Василівна       | 05.11.2010            | середня спеціальна | член Соціалістичної партії України                  | Татарбунарська ТОВ мисливців та рибалок, бухгалтер                                                                                   |